# شنورباخ
شنورباخ (به آلمانی: Schnorbach) یک شهر در آلمان است که در راین-هونسروک واقع شده‌است. شنورباخ ۲۳۷ نفر جمعیت دارد.